# International Society for Philosophical Enquiry
International Society for Philosophical Enquiry（ISPE）は、1974年に創立された高い能力（および知能指数）をもつ科学的・哲学的な国際的な団体である。ISPEは高度な調査、独自の研究と貢献に専念している。会員は文化の啓蒙、文明の成長と発展のためにコミュニケーションを行う。

## 背景
ISPEはオーストラリアのクイーンズランド州に住む心理測定の専門家、クリストファー-ハーディング博士によって設立された。彼は1966年ギネスブックで"世界で最もスマートな人物"と認定されている。ISPEでは憲章に従って選任された役員により運営されている。
ISPEのモットーは、"真実を探る"という意味の"Quaere Vērum"である。ISPEは組織として、公式な政治的見解や提携をもたない。知能を社会の利益のために提供することに焦点を当て、メンバーの知的発達を推進するための議論や交流の場を提供することを目的とする。
Telicom（ISSN1087-6456）と呼ばれるジャーナルを発行している。タイトルは（"Telic" – 原則または目標に向かって）と"コミュニケーション"に由来する。この会報は"幅広い会員が"芸術作品、詩、記事を作成する。特に、活発な議論を呼び起こす話題は歓迎される。

## 会員
団体への入会は、社会的に受け入れられている知能検査または適性検査を用いて測定された総人口の上位0.1％（99.9パーセンタイル）の認知能力をもつ人に限定される。ISPEは非公式に"Thousand"と呼ばれている。なぜなら1000人に1人（正規分布において平均を標準偏差の3.09倍上回る）の資格があるからである。その結果を言い換えれば、標準偏差16のスタンフォード-ビネー知能尺度ではIQ149、または標準偏差15のウェクスラー知能尺度ではIQ146である。
団体は正会員と高等評議員の投票によって民主的に運営されている。

## 分野での活動
1981年のギネス世界記録（ISBN 0-8069-0198-5）では、ISPEは239人の会員がいて、平均がIQ160であり、148以上、196を少し上回る会員もいると記載されている(p. 35)。1993年版にISPEへの別の言及が記載されている。
2006年4月には、会員数は29カ国で583人に増加したが、アメリカの45州とコロンビア地区が大半を占めている（81.65%）。
29カ国はオーストラリア、ベルギー、カナダ、中国（香港）、デンマーク、フィンランド、フランス、ドイツ、ハンガリー、インド、アイルランド、イスラエル、イタリア、日本、韓国、メキシコ、オランダ、ノルウェー、ロシア、セルビア、シンガポール、スロヴァキア、南アフリカ、スペイン、スウェーデン、スイス、英国、米国。

## 会員レベル
ISPEは、会員が人類全体の利益のために能力を提供することを促進するように設計されたシステムを持つ。メンバーシップには通常、6段階のレベルがある:
- 準会員（Associate）
- 正会員（Member）
- 研究員（Fellow）
- 上席研究員（Senior Fellow）
- 主任研究員（Senior Research Fellow）
- 外交官（Diplomate）

7番目の特別なレベル"哲学者"もある。
会員は準会員のレベルで新規加入し、正会員になると投票権を得る。最初の6つのレベルは団体が定めた成果を実践することで達成することが可能である。外交官になるには、候補者が推薦され、正会員の過半数の同意を必要とする。最高レベルの哲学者は稀であり、任命によってのみ達成される。
また、メンター（0.9%）および名誉会員は団体の外部の人々である。Paul R.Ehrlichは1991年に名誉会員になった。

## 著名な会員
Sandrine Erdely-Sayo

## 目標
ISPEでは団体の9つの目標を定めている：
1. 同様の興味と水準の知的能力を持つ会員間のコミュニケーションを奨励し、思いやアイデア、発見を交換する。深く考えられた質問と応答によって、会員の好奇心を養い、知識と知恵の視野を広げる。
2. 個人の成果を団体や人類への貢献に活かすよう、会員に奨励する。
3. 個々の主導するチャネルを提供し、団体における役員のポストを提供し、団体に利益を与えて会員の経験を豊かにする機会を提供する。
4. 会員が他の団体で能力を発揮するよう機会を提供する。
5. 既存の会員は、新規会員を募集して入会テストを提案して、団体の会員を増やす。
6. 自然な才能や能力を集め、会員の成功をサポートする。
7. 教育、職業、生活において成功を探している会員に対話型のカウンセリングサービスを提供する。経験豊富な会員はヒントやアドバイスを提供する。
8. ジャーナルのTelicomを通じて会員の関係を強化する。Telicomにおいて、団体の活動について知らせ、会員が経験を共有する。会員の啓発とアイデアの刺激のために、または団体の内外での傑出した貢献を達成した会員の資料および自伝的スケッチを発行する。
9. 健康と長寿を通じて会員の能力を引き出す。